# البنكنكيون

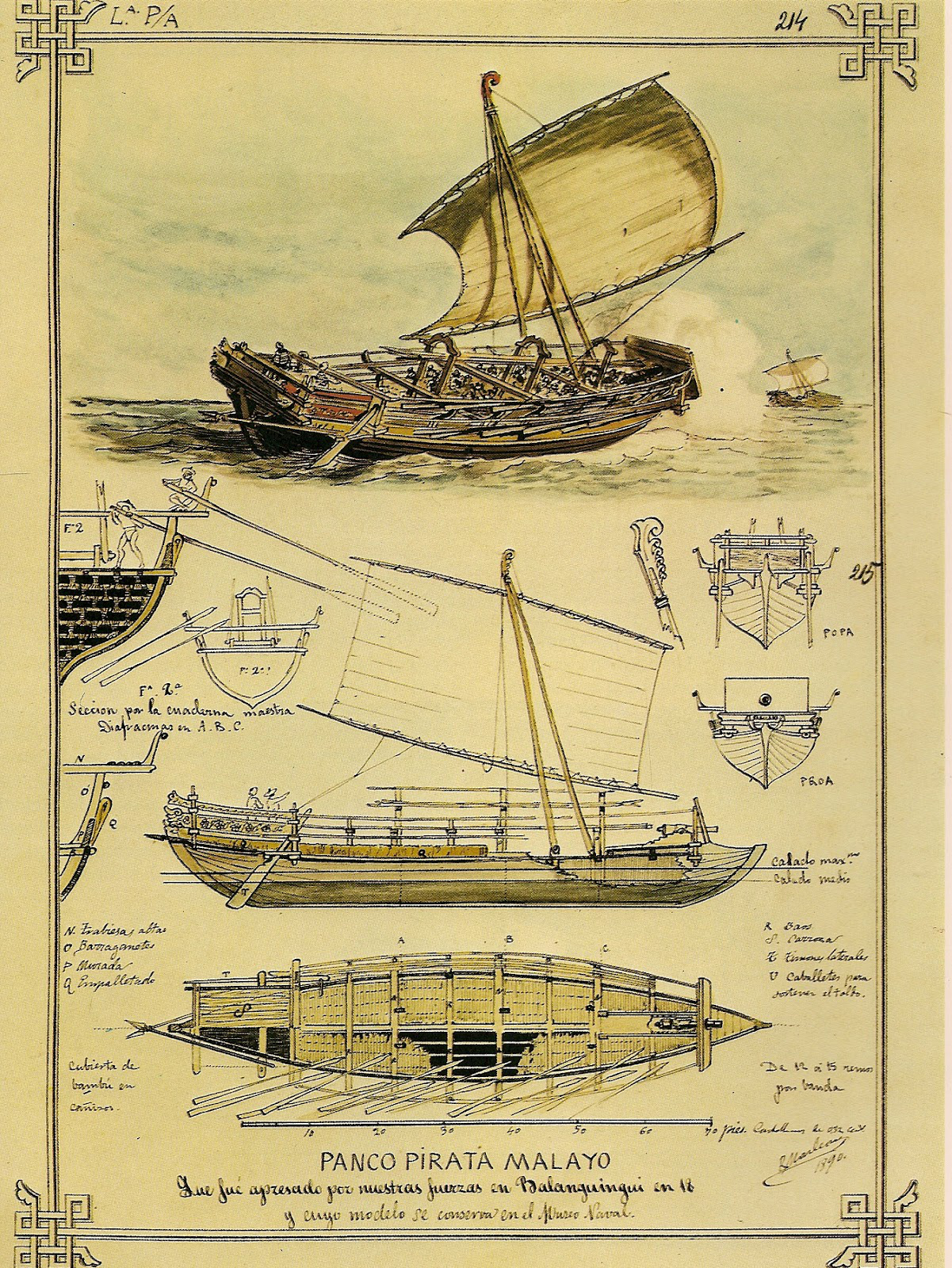

البنكنكيون (بالبنكنكية: سَمَ بَعَڠِڠِعْ) قوم من سكان جنوب شرق آسيا.ولغتهم البنكنكية من لغات ماليزيا والفلبين. تكتب بالحروف العربية. وتبدأ الجملة بالفعل ثم الفاعل مثل العربية.